# El Colorín, Zacualpan
El Colorín är en ort i Mexiko.   Den ligger i kommunen Zacualpan och delstaten Mexiko, i den södra delen av landet, 100 km sydväst om huvudstaden Mexico City. El Colorín ligger 1 931 meter över havet och antalet invånare är 109.
Terrängen runt El Colorín är kuperad. Runt El Colorín är det ganska tätbefolkat, med 52 invånare per kvadratkilometer. Närmaste större samhälle är Ixtapan de la Sal, 17,3 km öster om El Colorín. I omgivningarna runt El Colorín växer huvudsakligen savannskog.